# Suillia subdola
Suillia subdola är en tvåvingeart som beskrevs av Leander Czerny 1927. Suillia subdola ingår i släktet Suillia och familjen myllflugor. Inga underarter finns listade i Catalogue of Life.